# Fenioux (Deux-Sèvres)
Pour les articles homonymes, voir Fenioux.
Fenioux est une commune française, située dans le département des Deux-Sèvres en région Nouvelle-Aquitaine.

## Géographie

### Localisation et communes limitrophes
| Beugnon-Thireuil |          | Le Retail |
| Puihardy         | Fenioux  | Pamplie   |
| Ardin            | Xaintray |           |

### Lieux-dits
La commune possède sur son territoire 52 lieux-dits, ce qui est un record dans le canton de Coulonges-sur-l'Autize

### Climat
Pour des articles plus généraux, voir Climat de la Nouvelle-Aquitaine et Climat des Deux-Sèvres.
Historiquement, la commune est exposée à un climat océanique du nord-ouest.  
En 2020, Météo-France publie une typologie des climats de la France métropolitaine dans laquelle la commune est exposée à un climat océanique et est dans la région climatique  Poitou-Charentes, caractérisée par un bon ensoleillement, particulièrement en été et des vents modérés.
Pour la période 1971-2000, la température annuelle moyenne est de 11,9 °C, avec une amplitude thermique annuelle de 14,4 °C. Le cumul annuel moyen de précipitations est de 926 mm, avec 13,3 jours de précipitations en janvier et 7,2 jours en juillet. Pour la période 1991-2020, la température moyenne annuelle observée sur la station météorologique la plus proche, située sur la commune de Scillé à 8 km à vol d'oiseau, est de 12,1 °C et le cumul annuel moyen de précipitations est de 954,6 mm,. Pour l'avenir, les paramètres climatiques de la commune estimés pour 2050 selon différents scénarios d’émission de gaz à effet de serre sont consultables sur un site dédié publié par Météo-France en novembre 2022.

## Urbanisme

### Typologie
Au 1er janvier 2024, Fenioux est catégorisée commune rurale à habitat très dispersé, selon la nouvelle grille communale de densité à sept niveaux définie par l'Insee en 2022.
Elle est située hors unité urbaine et hors attraction des villes,.

### Occupation des sols
L'occupation des sols de la commune, telle qu'elle ressort de la base de données européenne d’occupation biophysique des sols Corine Land Cover (CLC), est marquée par l'importance des territoires agricoles (91,1 % en 2018), une proportion sensiblement équivalente à celle de 1990 (91,8 %). La répartition détaillée en 2018 est la suivante : 
terres arables (47,2 %), prairies (22,7 %), zones agricoles hétérogènes (21,3 %), forêts (7,6 %), zones urbanisées (1,3 %). L'évolution de l’occupation des sols de la commune et de ses infrastructures peut être observée sur les différentes représentations cartographiques du territoire : la carte de Cassini (XVIIIe siècle), la carte d'état-major (1820-1866) et les cartes ou photos aériennes de l'IGN pour la période actuelle (1950 à aujourd'hui).

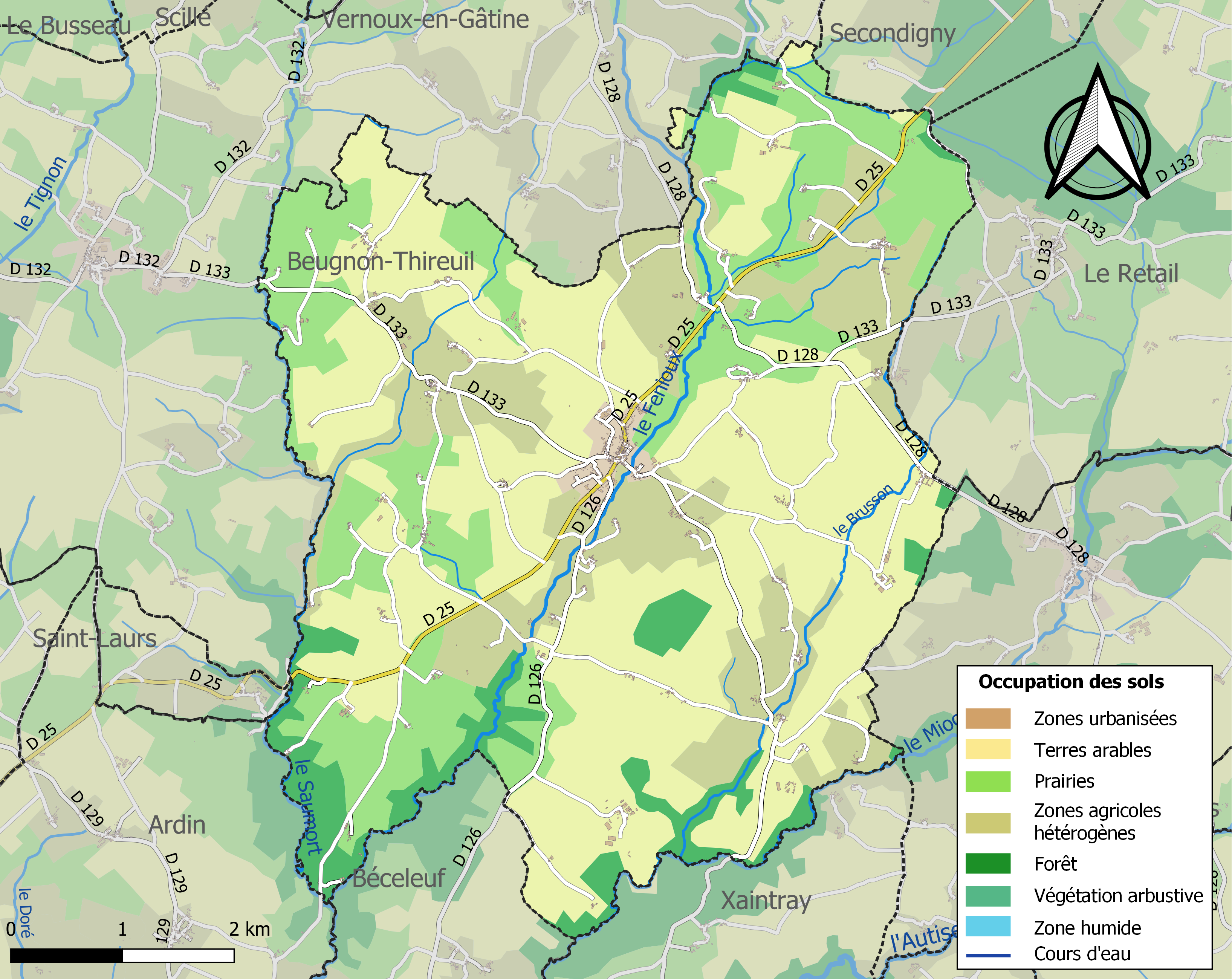
Carte des infrastructures et de l'occupation des sols de la commune en 2018 (CLC).

### Risques majeurs
Le territoire de la commune de Fenioux est vulnérable à différents aléas naturels : météorologiques (tempête, orage, neige, grand froid, canicule ou sécheresse), inondations, mouvements de terrains et séisme (sismicité modérée). Il est également exposé à un risque particulier : le risque de radon. Un site publié par le BRGM permet d'évaluer simplement et rapidement les risques d'un bien localisé soit par son adresse soit par le numéro de sa parcelle.

#### Risques naturels
Certaines parties du territoire communal sont susceptibles d’être affectées par le risque d’inondation par débordement de cours d'eau, notamment le Miochette, le Saumort et le Fenioux. La commune a été reconnue en état de catastrophe naturelle au titre des dommages causés par les inondations et coulées de boue survenues en 1982, 1983, 1999 et 2010,.

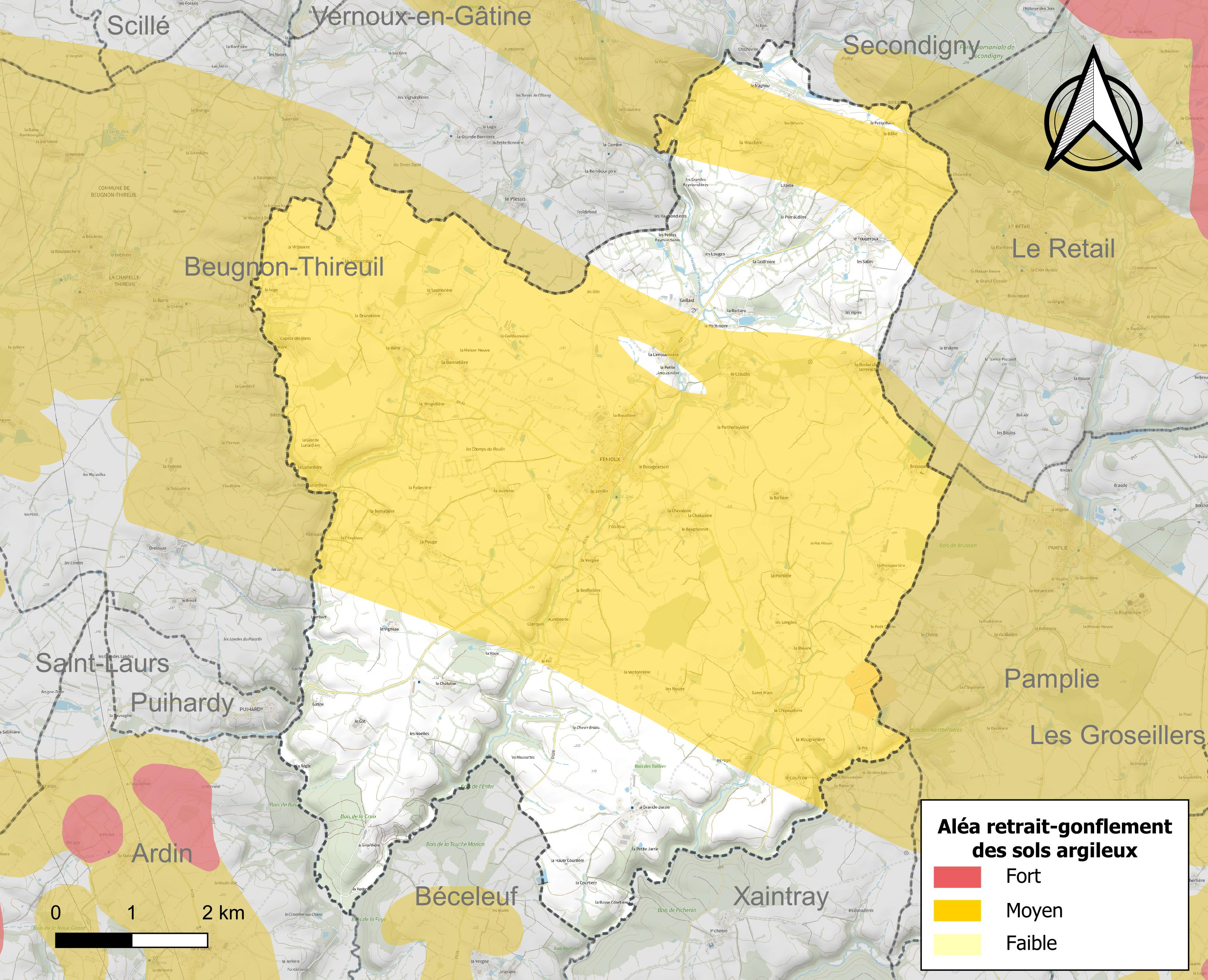
Carte des zones d'aléa retrait-gonflement des sols argileux de Fenioux.

Les mouvements de terrains susceptibles de se produire sur la commune sont des tassements différentiels. Le retrait-gonflement des sols argileux est susceptible d'engendrer des dommages importants aux bâtiments en cas d’alternance de périodes de sécheresse et de pluie. 68 % de la superficie communale est en aléa moyen ou fort (54,9 % au niveau départemental et 48,5 % au niveau national). Depuis le 1er octobre 2020, en application de la loi ELAN, différentes contraintes s'imposent aux vendeurs, maîtres d'ouvrages ou constructeurs de biens situés dans une zone classée en aléa moyen ou fort,.
La commune a été reconnue en état de catastrophe naturelle au titre des dommages causés par des mouvements de terrain en 1999 et 2010.

#### Risque particulier
Dans plusieurs parties du territoire national, le radon, accumulé dans certains logements ou autres locaux, peut constituer une source significative d’exposition de la population aux rayonnements ionisants. Selon la classification de 2018, la commune de Fenioux est classée en zone 3, à savoir zone à potentiel radon significatif.

## Toponymie
La plus ancienne mention de Fenioux date de 1090 (Finiacum). Le nom signifierait :
- un lieu où pousse le foin ;
- un lieu appartenant à un certain Finius ;
- le fenil (bâtiment servant à stocker le foin).

## Histoire
Depuis 2010, la commune est rattachée à la communauté de communes Gâtine-Autize.

## Administration
| Période    | Période  | Identité          | Étiquette | Qualité |
| ---------- | -------- | ----------------- | --------- | ------- |
| ?          | 1899     | Victor Bernard    |           |         |
| 1899       | 1912     | Omer Godillon     |           |         |
| 1912       | ?        | A. Pinaudeau      |           |         |
|            |          |                   |           |         |
| avant 1988 | ?        | Michel Simonneau  |           |         |
| 2008       | 2014     | Bernard Hipeau    |           |         |
| 2014       | En cours | Jean-Pierre Basty |           |         |

## Démographie
À partir du XXIe siècle, les recensements réels des communes de moins de 10 000 habitants ont lieu tous les cinq ans. Pour Fenioux, cela correspond à 2006, 2011, 2016, etc. Les autres dates de « recensements » (2009, etc.) sont des estimations légales.
| 1793 | 1800  | 1806  | 1821  | 1831  | 1836  | 1841  | 1846  | 1851  |
| ---- | ----- | ----- | ----- | ----- | ----- | ----- | ----- | ----- |
| 919  | 1 161 | 1 317 | 1 437 | 1 520 | 1 475 | 1 528 | 1 643 | 1 601 |

| 1856  | 1861  | 1866  | 1872  | 1876  | 1881  | 1886  | 1891  | 1896  |
| ----- | ----- | ----- | ----- | ----- | ----- | ----- | ----- | ----- |
| 1 520 | 1 502 | 1 545 | 1 607 | 1 663 | 1 688 | 1 633 | 1 616 | 1 618 |

| 1901  | 1906  | 1911  | 1921  | 1926  | 1931  | 1936  | 1946  | 1954  |
| ----- | ----- | ----- | ----- | ----- | ----- | ----- | ----- | ----- |
| 1 587 | 1 572 | 1 482 | 1 300 | 1 294 | 1 287 | 1 256 | 1 232 | 1 155 |

| 1962  | 1968  | 1975 | 1982 | 1990 | 1999 | 2006 | 2011 | 2016 |
| ----- | ----- | ---- | ---- | ---- | ---- | ---- | ---- | ---- |
| 1 185 | 1 084 | 940  | 830  | 776  | 727  | 726  | 669  | 654  |

| 2021 | 2022 | - | - | - | - | - | - | - |
| ---- | ---- | - | - | - | - | - | - | - |
| 638  | 643  | - | - | - | - | - | - | - |

## Économie
À Fenioux se trouve la société Rousseau spécialisée dans la production de cuves et citernes.

## Lieux et monuments

### Église Saint-Pierre

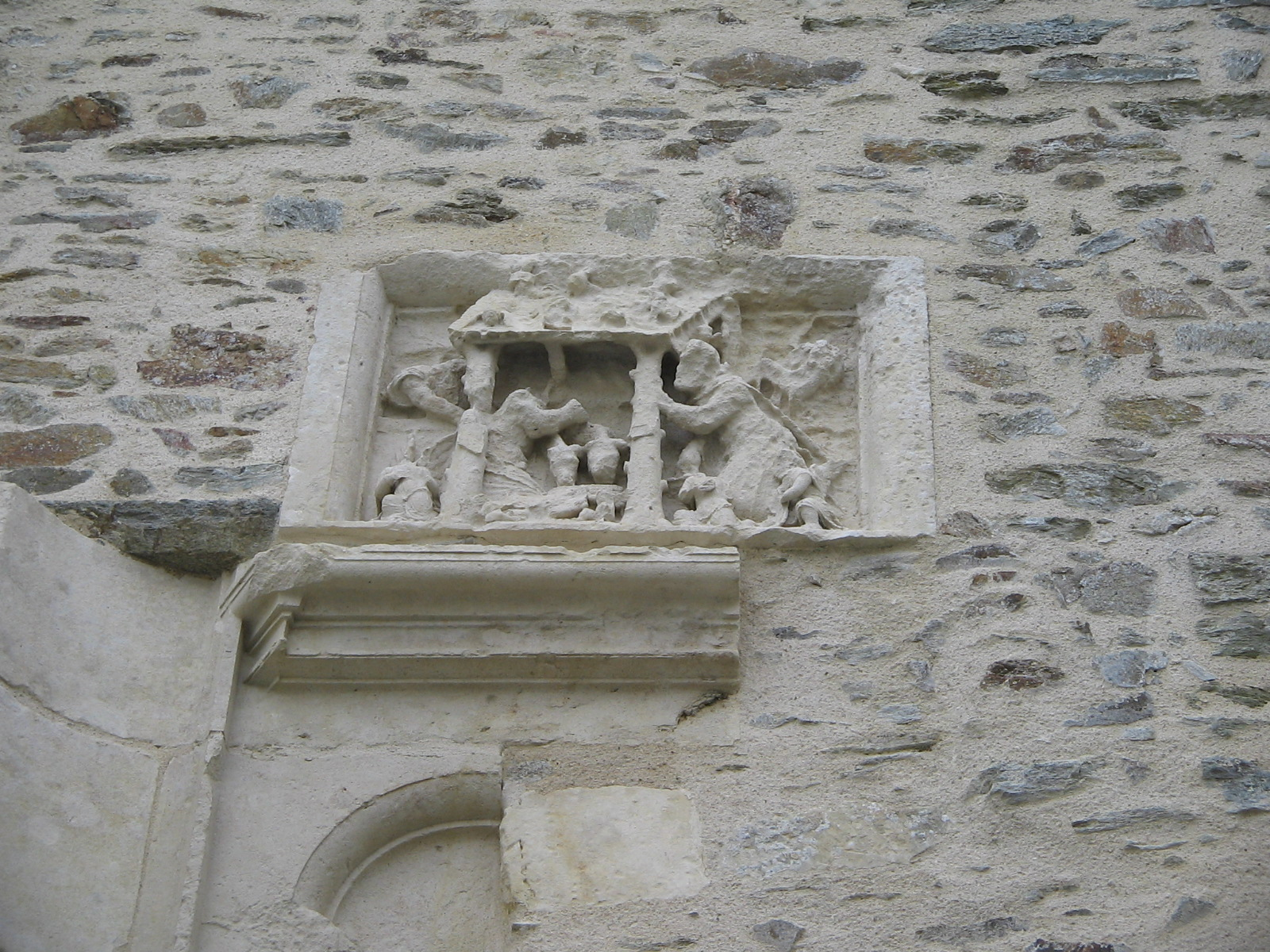
Détail sur l'église de Fenioux.

Construite au début du XIIe siècle par les moines de Parthenay-le-Vieux, qui venaient de l'abbaye de La Chaise-Dieu (Haute-Loire), l'église Saint-Pierre est de style roman, avec un magnifique clocher octogonal bâti en partie en calcaire et en partie en granit. À l'intérieur, très dépouillé, on voit encore quelques traces de fresques d'époque médiévale dans le bras du transept nord.
À l'extérieur, sur le flanc nord de l'église, on remarque de somptueux vestiges d'une chapelle funéraire d'époque Renaissance, bâtie de 1520 à 1525, mais hélas détruite depuis (sans doute à l'époque des guerres de Religion).
Depuis 1888, l'église est classée au titre des Monuments Historiques, et chaque année depuis 2009, elle est animée toute une soirée par des groupes de musiciens et d'arts de la rue, lors du Festival des Nuits Romanes, organisé par la Région Poitou-Charentes.
Au cimetière on peut voir aussi une croix hosannière.

## Sports
En plus de son équipe de football masculine, Fenioux possède aussi la seule équipe féminine de football du canton de Coulonges-sur-l'Autize.

## Festivités
Fenioux est principalement connu pour son Autocross qui attire un public de plus en plus nombreux. Et depuis peu la commune est aussi connue pour sa Fête du Pain, organisée chaque week-end autour du 16 mai, jour de la Saint-Honoré, patron des boulangers. À l'origine de David Fèvre, boulanger de Fenioux, cette fête est célébrée dans la commune depuis 2007. Les éditions de 2007, 2010, 2011 et 2012 ont été réalisées dans le village.
Ces deux importantes manifestations sont organisées par le comité des fêtes de Fenioux.
Depuis 2009, avec le concours de la région-Poitou-Charentes, la commune organise une Nuit Romane qui permet de découvrir l'art roman, en alliant dans une totale gratuité concert de musique et spectacle vivant de qualité.